# Príncipe de Bismarck

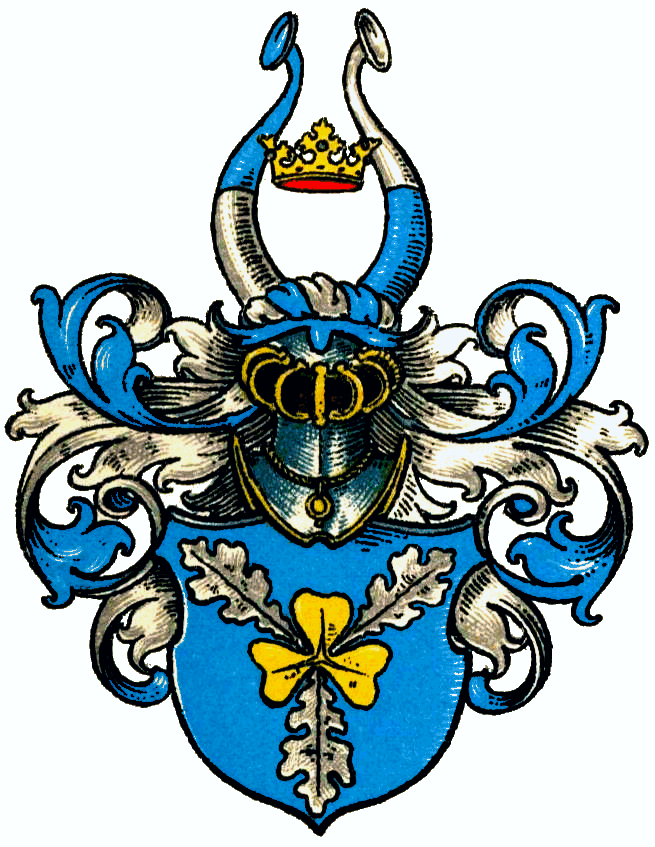
Armas de la Casa de Bismarck.

Armas principescas de Otto von Bismarck.

Príncipe de Bismarck (en alemán: Fürst von Bismarck) es un título de la nobleza alemana. El vocablo alemán Fürst históricamente denota un gobernante soberano, es un título más alto que el de Prinz; sin embargo ambos títulos son traducidos convencionalmente como Príncipe en español. El Príncipe de Bismarck recibe el tratamiento de Alteza Serenísima.
El título fue creado en 1871 para el hombre de estado Otto von Bismarck (1815-1898), quien recibió varios títulos nobles durante el curso de su carrera. Nacido en el seno de una familia noble Junker (la Casa de Bismarck), empezó su vida como simple "Señor (en alemán: Herr) Otto Eduard Leopold von Bismarck". 
En 1865, fue hecho Graf von Bismarck-Schönhausen (Conde de Bismarck-Schönhausen) tras la victoria prusiana sobre Dinamarca en la Segunda Guerra de Schleswig. Schönhausen era la finca en propiedad de la familia Bismarck, en la provincia prusiana de Sajonia. Este título hereditario comital es sostenido por todos los descendientes en línea masculina de Otto von Bismarck.
Después de que Prusia y sus aliados derrotaran a Francia en la guerra franco-prusiana de 1870, y la consiguiente fundación del nuevo Imperio alemán que siguió en 1871, Bismarck fue hecho Fürst von Bismarck (Príncipe de Bismarck). Este título principesco es hereditario en línea masculina, pero solo es sostenido por el hijo mayor de la familia.
Finalmente, como consolación por su dimisión por el emperador Guillermo II en 1890, Bismarck fue creado Herzog von Lauenburg (Duque de Lauenburgo) solo durante su vida, y se le concedió el tratamiento de Durchlaucht (equivalente a "Alteza Serenísima"). El Ducado de Lauenburgo era uno de los territorios que Prusia (y Austria) arrebataron a Dinamarca en 1864, y la elección de este título fue por lo tanto un guiño a la carrera de Bismarck.
A la muerte de Bismarck en 1898, este ducado dejó de existir y el título principesco pasó a su hijo mayor, Herbert. El actual príncipe es el tataranieto de Otto von Bismarck. 

## Príncipes de Bismarck
1. Otto Eduard Leopold, Príncipe de Bismarck (1815-1898)
2. Nikolaus Heinrich Ferdinand Herbert, Príncipe de Bismarck (1849-1904)
3. Otto Christian Archibald, Príncipe de Bismarck (1897-1975)
4. Ferdinand Herbord Ivar, Príncipe de Bismarck (1930-2019)
5. Carl-Eduard Otto Wolfgang Jayme Anders, Príncipe de Bismarck (nacido en 1961)

El heredero al título es el hijo del príncipe actual, el Conde Alexei von Bismarck (nacido en 2006).